# Alice Club
《Alice Club》是日本的少女裸體專門誌。它於1990年代推動了當地第二波蘿莉控熱潮的發展，擁有發行8萬本的記錄。與同類雜誌相比，它的出版史相對較長，總計有著10年的出版歷史。

## 歷史
1988年，《Alice Club》創刊，不過起初它的角色只是漫畫雜誌《COMIC SISTERS》的增刊。
當初它只有很少的內容。之後的宮崎勤事件更令業界受到嚴重打擊，使得日本市面上很少再有新出版的少女寫真。於是《Alice Club》便開始介紹過往的少女寫真集，推動了第二波蘿莉控熱潮的發展。
1990年，《Alice Club》正式成為獨立的專門誌（雙月刊）。
1995年，它轉由同一公司屬下的另一間出版社Core Magazine接管。接下來日本對於兒童色情製品的規管愈趨嚴厲，之後更於1999年通過《兒童買春、兒童色情關係行為等處罰及兒童保護等相關法律》，正式以法律取締之。使得《Alice Club》於同年9月休刊（事實上就是停刊）。
它有一本增刊號《Milk Club》和姊妹雜誌《小說Alice》（小説アリス）。

## 內容
《Alice Club》的內容跟當時大多蘿莉控雜誌大同小異，其中包括：
- 模特兒的寫真
- 讀者投稿的照片——讀者們為一般少女進行拍攝後，再投稿至出版社。當時的人稱這為「狙擊手寫真」（スナイパー写真）。
- 色情小說和漫畫
- 評論家對於寫真集和色情作品的評論
- 各類有關童星的資訊

## 讀者層
在第二次蘿莉控熱潮到來時，日本新推出的少女裸體寫真集已不再容許直接露出性器官，故此無碼時代的作品就成為了高價的搶手貨。原本值1200日元的書刊在當時被推高至6-7萬日元，清岡純子的限定寫真集更可由原本的3-4萬日元推高至80萬日元。故此在過往理所當然能夠買到的書刊，到了90年代卻不再為理所當然。齊田石也形容當時為「大多輕度狂熱者離去，重度狂熱者卻逆流而上[的時代]」。
不過齊田亦指出，過去收集寫真集的人大多只是有把興趣「目錄化」的傾向，而真的在性上對少女有興趣的狂熱者則會潛得更深入。因此他認為《愛麗絲俱樂部》的讀者也可能只有一少部分是重度狂熱者。

### 書刊
- 『宝島30』1994年9月号、宝島社、1994年9月8日。
  - 青山正明; 志水一夫; 斉田石也. . 宝島30: 138 – 145.
  - 青山正明. . 宝島30: 164 – 168.
- 斉田石也. . エロ本のほん (コアマガジン). 1997-12-20: 146 – 151  [2020-08-20]. ISBN 4-89829-571-1. （原始内容存档于2019-12-31）.
- 高月靖. . バジリコ. 2009-10-26. ISBN 978-4-86238-151-4.